# Kalthouma Nguembang
Kalthouma Nguembang esr une femme politique tchadienne , membre du Parti progressiste tchadien (PPT). Elle fut élue à l' Assemblée nationale du Tchad en 1968, mais fut plus tard emprisonnée par François Tombalbaye qui l'accusa de comploter contre lui.

## Biographie
Kalthouma Nguembang est née au Tchad au début du XXe siècle. Sa date de naissance est inconnue et on sait peu de choses sur sa jeunesse. On sait cependant que l'un de ses cousins était Félix Malloum , qui devint président du Tchad de 1975 à 1978.
Elle était également une militante des droits des femmes au Tchad et devint la dirigeante de la section féminine du Parti progressiste tchadien, d'abord pour la région du sud, puis dans les années 1960 pour l'ensemble du parti. Intéressée par la politique agricole, Nguembang critiquait la politique gouvernementale de culture obligatoire du coton, à laquelle de nombreux agriculteurs s'opposaient. En 1963, elle est élue à l' Assemblée nationale . En 1964, elle se rend aux États-Unis, avec Bourkou Louise Kabo , dans le cadre d'une délégation de parlementaires tchadiens
En 1959, quand Tombalbaye succède à Gabriel Lisette à la tête du Parti progressiste tchadien, lui et Kalthouma Nguembang sont alliés, contrairement à ses relations avec d'autres femmes membres du parti, comme Hadjé Halimé , qu'il avait emprisonnée et torturée.
Cependant, elle est emprisonnée de 1968 à 1969. À sa sortie de prison, elle est nommée chef de la section des femmes de leur parti, poste qu'elle occupe jusqu'en 1973. Cette année-là, Tombalbaye l'accuse de comploter contre lui et elle est arrêtée.
Elle est renvoyée de tous les postes gouvernementaux et jugée, avec trente autres. Après son arrestation, tout lien avec Nguembang faisait de ses proches des ennemis de l'État.
Le 9 avril 1973, Kalthouma Nguembang fut condamnée à sept ans de prison avec travaux forcés. Durant sa détention, elle fut torturée.
Après l'assassinat de Toumbalbaye lors du coup d'État de 1975 , elle a été libérée de prison. Après sa libération, elle n'a plus pris part à la politique et a émigré au Nigéria , où elle est décédée.

## Vie privée
Kalthouma Nguembang a épousé Tahir Abdeldjelil, qui était membre du Parti progressiste tchadien et apparenté au sultanat du Ouaddaï.